# Salas de los Infantes
Salas de los Infantes – gmina w Hiszpanii, w prowincji Burgos, w Kastylii i León, o powierzchni 31,32 km². W 2011 roku gmina liczyła 2146 mieszkańców.